# ۲۸ (قمری)
۲۸ (قمری)، بیست و هشتمین سال در گاهشماری هجری قمری است. اول محرم این سال برابر با بیست و هشتم سپتامبر سال ۶۴۸ میلادی است.